# Sebuja
Sebuja je naseljeno mjesto u gradu Zenici, Federacija Bosne i Hercegovine, BiH.
U blizini je Sebujska rijeka, u babinskom slijevu. Stiješnjena je u kanjonu između planine Vranice (1017 m/m) i Vranjskog brda (989 m/m).

## Ime
Jedno tumačenje imena je prema bujnoj vegetaciji ("sve buja", sve dobro raste). Drugo tumačenje imena izvodi ime iz staroslavenskog izraza "се бўја" = "gle (evo, eto) buči". Prema ovom je Babina rijeka bučila, stvarala buku što čini ovo tumačenje vjerojatnijim.

## Povijest
1895. godine prvi se put spominje u popisnim knjigama, što ne poriče mogućnost da je selo postojalo prije. Na tom su popisu popisivači skupa iskazali Vranoviće, Jasiku, Bijele Vode i Sebuju. Na popisu je tad bilo 35 nastanjenih kuća i 2 nenastanjene kuće i 248 stanovnika, od čega 134 muškaraca i 114 žena. Vjerski sastav bio je 180 muslimana i 68 pravoslavnih.

## Stanovništvo

### 1971.
Nacionalni sastav stanovništva 1971. godine, bio je sljedeći:
ukupno: 116 
- Muslimani - 53 (45,69%)
- Srbi - 52 (44,83%)
- Hrvati - 9 (7,75%)
- ostali, neopredijeljeni i nepoznato - 2 (1,72%)

### 1981.
Nacionalni sastav stanovništva 1981. godine, bio je sljedeći:
ukupno: 80
- Muslimani - 50 (62,50%)
- Srbi - 26 (32,50%)
- Hrvati - 1 (1,25%)
- Jugoslaveni - 2 (2,50%)
- ostali, neopredijeljeni i nepoznato - 1 (1,25%)

### 1991.
Nacionalni sastav stanovništva 1991. godine, bio je sljedeći:
ukupno: 82
- Muslimani - 57 (69,51%)
- Srbi - 24 (29,27%)
- Hrvati - 1 (1,22%)

### 2013.
Nacionalni sastav stanovništva 2013. godine, bio je sljedeći:
ukupno: 44
- Bošnjaci - 42 (95,44%)
- Srbi - 1 (2,27%)
- ostali, neopredijeljeni i nepoznato - 1 (2,27%)

## Promet
Važno je križanje lokalnih puteva otkamo se prilazi brojnim selima na brdima oko Sebuje. 

## Gospodarstvo
Obližnji predjeli su među najljepšima u BiH i dio su Parka prirode Babina. i Tisovac (istok).
Neko je vrijeme u Sebuji radila tvornica slatkiša Niagfara koja je propala baš kad je počela izvoziti taan alvu u SAD.

### Turizam
Omiljeno izletište za izletnike, rekreativce i ljubitelje prirode iz Zenice i drugih gradova su obližnji Pepelari, gdje je planinarski dom Dom zdravstvenih radnika kojim upravlja Planinarsko društvo „Tvrtkovac“ iz Zenice. Do Doma se najbrže i najlakše dođe autobusom od Zenice do Sebuja, a odatle se za tri sata laganog hoda i laganog uspona stiže preko Rogatke ili Bistrovca do doma.

## Promet
Važno je križanje lokalnih puteva otkamo se prilazi brojnim selima na brdima oko Sebuje. 